# Primaleón
Primaleón es un libro de caballerías español, continuación del Palmerín de Oliva, publicado por primera vez en Salamanca en 1512, con el título de Libro segundo del Emperador Palmerín. En 1534, en Venecia, recibe el título de Primaleón. 
Según se indica en el colofón de su primera edición, este segundo libro del ciclo de los Palmerines fue obra de Francisco Vázquez, vecino de Ciudad Rodrigo, a quien también se atribuye allí la autoría de Palmerín de Oliva, aunque la gran diferencia en el estilo de ambas obras no apoya esa idea. Tuvo una considerable popularidad, ya que se reimprimió en Sevilla (1524 y 1540), Toledo (1528), Medina del Campo (1563), Lisboa (1566 y 1598, esta última en una versión censurada) y Bilbao (1585). Hay también noticias de ediciones de 1516 y 1530. Además, Francisco Delicado publicó en Venecia (1534) una versión corregida de la obra, con una serie de modificaciones, entre ellas la de dividirla en tres libros, por lo que llevó el título de Los tres libros del esforzado caballero Primaleón et Polendos.

## Argumento
La obra relata la vida y aventuras caballerescas de Primaleón, hijo primogénito de Palmerín de Oliva y la emperatriz Polinarda, y su amor por la esquiva Gridonia, hija del duque de Ormedes, así como los hechos de su medio hermano Polendos, hijo de Palmerín y de la reina de Tarsis, y los amores de su hermana Flérida con don Duardos, príncipe de Inglaterra, quien la corteja disfrazado de hortelano bajo el nombre de Julián. La acción concluye con la muerte del ya anciano Palmerín de Oliva que, tras recibir una herida mortal defendiendo a una doncella, regresa a la corte para dar su último suspiro.

### Polendos
La primera parte del libro relata los hechos de Polendos, hijo ilegítimo del emperador Palmerín y la reina de Tarsis.
Un día, a las puertas del castillo de la reina de Tarsis, aparece una anciana empobrecida que no se mueve ni dice palabra alguna. Ozalias, primo y compañero de Polendos, airado con ella, le da una patada y la manda rodando por las escaleras del palacio. En ese momento la enfurecida vieja, que parece ser cierto tipo de hechicera, le revela su origen a Polendos y lo maldice para que sufra por el amor de una doncella llamada Francelina. Luego de esto, Polendos decide vivir a la altura de su nombre y presentarse ante su padre luego de haber ganado suficiente honor por las armas. Luego de ser nombrado caballero por su tío, recibe un anillo de manos de su madre, idéntico al que le entregó al emperador luego de su encuentro en el Palmerín de Oliva, que más adelante servirá para provocar el reconocimiento de la identidad del héroe.
Ya con todo listo, se embarca hacia Grecia para emprender aventuras, y acaba llegando a la isla de Delfos, que logra liberar del control del malvado gigante Baladón. Tras apoderarse del castillo, libera a todos los prisioneros, entre los cuales se hallan los caballeros Rifarán, también de origen Turco y en busca de su padre legítimo (Trineo, el rey de Alemania) y Lecefín, su acompañante; estos dos, junto con Arnedos, príncipe de Francia que busca la mano de alguna de las hijas de Palmerín, y su primo Recindos, príncipe de España, forman el elenco principal de caballeros secundarios en esta parte del libro. Estos tendrán sus sus propias aventuras y episodios cortesanos paralelos a los de Polendos, el héroe principal.  

#### Aventura de Francelina
Presentada desde el inicio de la novela, se cuenta en la corte de Constantinopla que en Macedonia hay una doncella de belleza inigualable, custodiada por hadas y encerrada en una torre por el Gran Turco. Esta doncella es Francelina, la hija del rey de Tesalia. Para acceder a esta torre y rescatar a la princesa hay que atravesar un puente resguardado por un enorme caballero que nunca se cansa, gracias a la intervención de un enano que lo restablece cada vez que toca su cuerno mágico. Tras derrotarlo, Polendos atraviesa la ultima puerta del puente y llega en rescate de Francelina. Ella le corresponde en sus amores, pero le requiere un gran favor a cambio. Para ganar su mano, tiene que ir en rescate de su padre, secuestrado por el Gran Turco y encerrado en la prisión del castillo de Albazes, en Turquía.

#### El rescate del rey de Tesalia
El héroe llega hasta la villa de Prisa y, en unos torneos, ingeniosamente, logra destacar y llamar la atención de una doncella llamada Leifida, que termina prendada de él. Esta doncella es la hija del alcaide de la prisión en la que el rey de Tesalia está encerrado. Con su ayuda, él y sus acompañantes logran entrar a la prisión sin ningún contratiempo y masacran a todos los guardias. Tras liberar al rey, Leifida y su madre, se abalanzan desesperadas contra Polendos. Uno de sus acompañantes asesina a la madre, y la otra, viéndose traicionada de semejante manera, se quita la vida atravesándose el pecho con una espada.

#### Llegada a la corte y reconocimiento
Luego de todas estas aventuras, Polendos y los caballeros secundarios empiezan a confluir progresivamente en la corte, hasta que todos son reunidos para cerrar sus respectivas linea argumentales. El héroe finalmente llega a la corte y es recibido con fiestas, banquetes y torneos. El anillo que la reina de Tarsis le legó cumple su función, y permite que su padre el emperador logre reconocerlo e incorporarlo dentro del circulo de la corte. Ya cumplidas sus aventuras, Polendos se convierte al cristianismo y es rebautizado, para poder casarse propiamente con Francelina y convertirse en rey de Tesalia.

### Primaleón y don Duardos
En el contexto de las fiestas y torneos organizados en honor a Polendos empieza la segunda parte del libro.

#### La venganza de Gridonia
Primaleón, hijo legítimo del emperador Palmerín y la emperatriz Polinarda, empieza a tomar protagonismo luego de recibir sus armas de un doncel enviado por el Caballero de la Isla Cerrada. Al entregarle las armas el doncel le dice:
«Señor, el Caballero de la Isla Cerrada, que mucho vos ama, vos embía esta espada, qu'es la mejor que hay en el mundo, que para tanto buen cavallero como vós avéis de ser conviene tan buena espada. Y embíavos ansimesmo este escudo, que es muy bueno, y dize que sepáis que esta roca partida que en él está figurada da a entender el departimiento y desamor que entre vos y aquella que vuestro coraçón amará muy afincadamente; y el día que ambos a dos vos vierdes y ella vos amare tanto cuanto vós amaréis a ella, será junta y fecha una, ansí como vuestros coraçones serán juntos en una voluntad, tanto cuanto agora son enemigos».

Capítulo XLVII
Siguiendo el modelo tradicional en la configuración del héroe caballeresco, la vocación de las armas es recibida junto con el amor, esta vez de forma de profecía.
Gridonia, la doncella que Primaleón amará, es la hija de la viuda Duquesa de Ormedes, cuyo padre fue muerto por el emperador Palmerín en el anterior libro. Buscando venganza, la Duquesa propone dar la mano de Gridonia a cualquier caballero que logre traerle a ambas la cabeza de Primaleón. Varios caballeros interesados en dicha propuesta llegan a la corte del emperador buscando derrotar al príncipe, pero todos fracasan y mueren en combate contra él.
El ducado de Ormedes es asediado, por lo que la Duquesa decide resguardar a su hija en el Castillo de la Roca Partida, un antiguo palacio construido por un tatarabuelo para resguardar a su amante. Gridonia llega a una fuente frente al castillo, lamentándose por la muerte de los caballeros enviados por ella, y entonces, por entre las peñas, aparece un león. Este león, manso con Gridonia y arisco con todos los demás, se convierte en su principal protector.

#### Don Duardos en Constantinopla
Entra en escena don Duardos, el príncipe de Inglaterra, muy querido por su pueblo y gran caballero. Uno de sus rasgos característicos es su enorme can, un gigante que fue convertido en perro y es su acompañante. El príncipe, en uno de los palacios de su padre, ve un retrato de Gridonia con el león a sus faldas, que pintó uno de los arquitectos que estaba presente durante el episodio del león. Don Duardos, enamorado de aquel engaño colorido, decide acometer la hazaña y, a pesar de los indicios en su contra (personajes, profecías y sueños), llega a Constantinopla ocultando su identidad, haciéndose llamar "El Caballero del Can". 
Durante la encarnizada batalla que mantiene con Primaleón, en la que ninguno parece superar al otro, observa a Flérida, una de las infantas de la corte y hermana de Primaleón, y queda profundamente enamorado de ella. El combate se interrumpe y don Duardos, tras recuperarse de sus heridas, se retira rápidamente de Constantinopla, mientras que Primaleón abandona la corte en busca de aquel para vengarse.

#### Infiltración de Primaleón
Primaleón, en su búsqueda por don Duardos, conoce al feo y jorobado caballero Giber, señor de la isla de Domea. Este le cuenta acerca de Gridonia y su promesa de casarse con aquel que logre vengarla, y el héroe, con curiosidad y deseo, decide acompañarlo, no sin antes ocultar su identidad haciéndose llamar "El Caballero de la Roca Partida", en honor a la imagen de su escudo. De esta manera, ambos llegan juntos al Castillo de la Roca Partida y conocen a Gridonia.  
Ambos están declarando su lealtad hacia ella cuando el león, repentinamente, escapa de su prisión y los acomete; Primaleón saca su espada para defenderse pero el león, como prueba de la majestad y valía del héroe, se calma y se muestra tan manso como con su ama. 
Luego de varios combates a gran escala a favor del ducado de Ormedes, en los que Primaleón participa como capitán, este sale victorioso y Gridonia empieza a amar al caballero, mientras este da pequeños indicios de su verdadera identidad. 

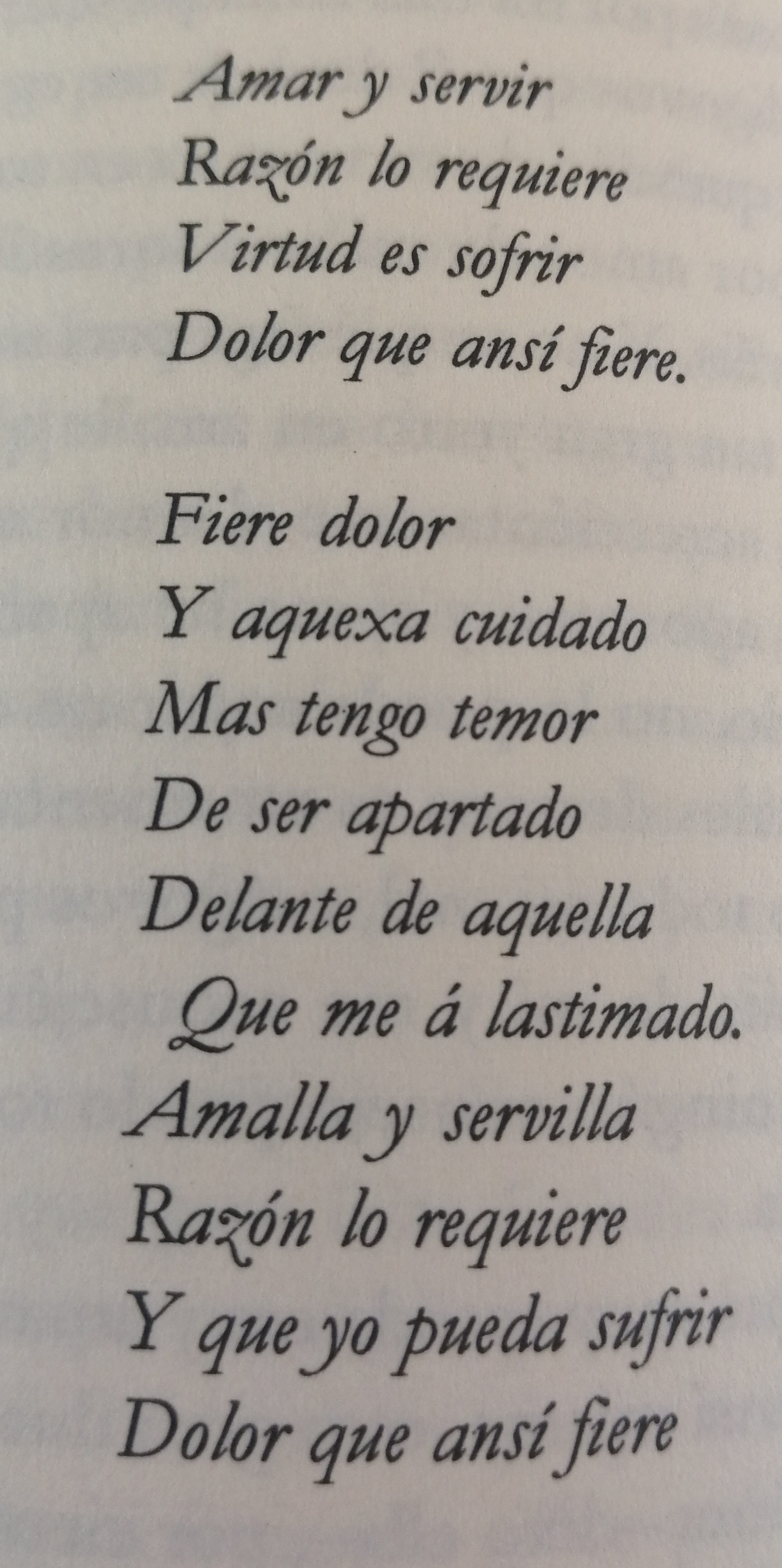
Villancico culto cantado por Julián.

#### Infiltración de don Duardos
Mientras todo esto ocurría don Duardos regresó a Constantinopla tras completar una aventura que lo recompensó con una copa encantada. Paseando cerca del castillo, frente a las puertas de la huerta del palacio, alcanza a ver a Flérida nuevamente través del portón. El príncipe se da cuenta de que la cámara de la infanta da hacia la huerta, así que decide engañar a los cuidadores del lugar para así poder convertirse en hortelano y acercarse a su amada. 
Una vez convertido en hortelano, decide cambiar su nombre a "Julián". Con ello empiezan los intercambios entre ambos personajes, en los que se destaca la belleza y la cortesía en el trato de la infanta y el caballero. Al mismo tiempo, la narración da pistas sobre el origen noble de Julián: Flérida siente la suavidad de las manos de Julián cuando este toma las suyas para besárselas, y, en un momento de inspiración, el hortelano canta un villancico de origen culto, no popular.
En estos pasajes del libro, la narración cambia de registro. El ojo está puesto de lleno sobre la exploración del sentimiento amoroso que padecen ambos personajes, y sobre las discusiones y los conflictos internos que este suscita por la diferencia (aparente) estamental que separa a los amantes, todo esto en el marco del locus amoenus establecido por la huerta.

## Temas destacables

### Amenaza turca
Pocas décadas antes de la publicación del libro, ocurrió la Caída de Constantinopla. Este acontecimiento trajo cambios profundos en la mentalidad, el comercio y la sociedad occidental. Estos hechos, por supuesto, extienden su influencia hasta la forma literaria más exitosa y comercial del siglo XVI: los libros de caballerías.
En el Primaleón, esto puede evidenciarse en el rol crucial qué desempeña la otredad musulmana en la narración. En el texto hay numerosos caballeros valerosos de origen turco, pero la desconfianza y la sospecha no desaparecen hasta que se someten al bautismo y la conversión, ingresando con ello al régimen cristiano y a los espacios de la corte.

Polendos, que transita del mundo oriental al occidental, luego de ser incorporado en la corte del emperador, abre un libro que consiguió en el templo de Delfos en su primera aventura (el valor profético es claro). Luego de echarle un vistazo, se lo entrega al emperador:
«El Emperador le tomó el libro y en todo él no falló ninguna cosa escrita, mas falló dos figuras de emperadores. La una estava assentada en una cadera muy rica y estava vestida al uso de Grecia y tenía un escudo de las armas de imperio en él señaladas en la una mano. Y la otra figura estava toda armada al uso de los turcos y tenía una espada sacada en la mano derecha y amenazava con ellla a la figura del otro emperador, y con la mano siniestra le travava del escudo y parecía que gelo arrancava de la mano. Cuando el Emperador ovo bien mirado estas figuras y conoció la una y la otra, fue espantado».

Capítulo XLVII
También puede hablarse del rol que desempeña la navegación en el relato. El mar se convierte en un lugar riesgoso, en un espacio donde laos asaltos a los barcos y las amenazas están presentes, así como los combates, las doncellas y las aventuras. Así, los descubrimientos marítimos, los avances tecnológicos y la perdida de control de la parte oriental de mediterráneo, ejercen su influencia sobre la representación literaria del Primaleón.

### Tratamiento del amor
El amor en el Primaleón se manifiesta con los modos habituales del código cortesano: puede ser fuego abrasador, una herida que llega por la vista, un dolor que provoca suspiros, o un impulso que mueve a servir a la dama. Sin embargo, un rasgo que hace destacable a este texto en cuanto a su representación del amor, es que, aun con todas aquellas pasiones, los héroes jamás pierden la razón ni se enloquecen. Ya sea Polendos, Primaleón o don Duardos, el enamorado jamás pierde el buen seso que lo caracteriza, manteniendo sus virtudes caballerescas sin detrimento de su lado amatorio, que a fin de cuentas, es un motor clave de la aventura. Es más, la pasión amorosa incluso parece dotarlos de un nuevo ingenio que les permite llevar sus empresas a buen fin, valiéndose de múltiples recursos y estratagemas para alcanzar a sus amadas.

## Trascendencia
Algunos episodios de este libro, especialmente el del hidalgo Camilote y la doncella Maimonda, se han mencionado como posibles fuentes inspiradoras del Quijote. En este episodio, inscrito en la parte de Julián el hortelano, el salvaje Camilote llega a la corte del emperador Palmerín en Constantinopla, acompañado de su poco agraciada doncella Maimonda, y pide ser nombrado caballero por el mismo emperador. Todos en la corte se burlan de la fealdad de la pareja y de la petición de Camilote, a la que finalmente el emperador accede. Tras lanzar un desafío a los caballeros de la corte y salir victorioso en varias ocasiones, acaba enfrentándose a don Duardos y pierde la vida en la batalla. Los paralelismos entre ambas figuras son más claros en la llegada de este elemento externo a la corte, donde se resalta la ridiculez y lo grotesco del empeño del hidalgo a ojos de los nobles.  
El dramaturgo portugués Gil Vicente se basó en el Primaleón para el argumento de su obra Tragicomedia de Don Duardos, en la que reelabora los amores de dicho personaje con Flérida y los acontecimientos de Camilote y Maimonda.   
Es interesante recordar que posiblemente el topónimo Patagonia derive del nombre de un personaje de esta novela llamado precisamente Patagón ya que es probable que Hernando de Magallanes haya leído esta novela en su viaje (novela impresa diez años antes a que Magallanes recorriera esta región). Así mismo, el investigador y pintor argentino Miguel Doura presentó en el año 2011 una nueva teoría donde presenta la hipótesis 
de que el nombre Patagón del Primaleón podría derivar de la antigua región griega (actual Turquía) de la Paflagonia. 
El Primaleón fue objeto de cuatro continuaciones distintas, una española, Platir (1533), aparentemente escrita por Francisco de Enciso Zárate y dedicada a las aventuras de Platir, hijo menor de Primaleón; otra portuguesa, Palmerín de Inglaterra (1547-1548), obra de Francisco de Moraes, que refiere las aventuras de un sobrino de Primaleón, hijo de su hermana Flérida y el príncipe inglés don Duardos y fue uno de los más exitosos libros de caballerías portugueses, y dos italianas, La cuarta parte del libro de Primaleón (La quarta parte del libro di Primaleone. Novamente ritrovata & aggiunta, tratta da gli antichi Annali de gli Imperadori di Grecia nella lingua Italiana) (1560), obra de Mambrino Roseo, dedicada a las aventuras de Darineo de Grecia, primogénito de Primaleón, y el Polendos (Historia delle gloriose impresi di Polendo, figliuolo di Palmerino di Oliva, e di Pompide figliuolo di don Duardo re d'Inghilterra) de Pietro Lauro (1566), que narra las hazañas particulares de dicho personaje.